# Gabrielle Aplin
Gabrielle Aplin (Bath, Reino Unido, 10 de octubre de 1992) es una cantautora británica que saltó a la fama por sus versiones de grupos como Paramore o You Me at Six en su canal de YouTube.
En febrero de 2012, Aplin anunció que había firmado un contrato discográfico con Parlophone y había comenzado la grabación de su álbum debut con el sello británico. En noviembre del mismo año fue seleccionada para la banda sonora de un anuncio de televisión de la compañía John Lewis, en donde interpretaba una versión de la canción "The Power of Love" de Frankie Goes to Hollywood. La canción adquirió tanto éxito que encabezó la lista de sencillos del Reino Unido en diciembre de 2012.
Su álbum debut "English Rain" fue lanzado en mayo de 2013 recibiendo múltiples críticas positivas, alcanzando el número dos en la lista de álbumes del Reino Unido y extrayendo tres sencillos para su promoción: "Panic Cord", "Home" y "Salvation". 

## Discografía

### EP
| Título          | Detalles del álbum                                                                                                |
| --------------- | --- |
| Acoustic EP     | - Lanzamiento: 13 de septiembre de 2010 - Discográfica: Never Fade Records - Formato: Descarga digital, CD        |
| Never Fade EP   | - Lanzamiento: 9 de mayo de 2011 - Discográfica: Never Fade Records - Formato: Descarga digital, CD               |
| Home EP         | - Lanzamiento: 9 de enero de 2012 - Discográfica: Never Fade Records - Formato: Descarga digital, CD              |
| English Rain EP | - Lanzamiento: mayo de 2014 (USA) - Discográfica: Never Fade Records, Warner Bros - Formato: Descarga digital, CD |

- December (2018) es un extended play conjunto de Gabrielle Aplin y Hannah Grace. En modo navideño.

### Álbumes de estudio
| Título            | Detalles del álbum                                                                                             | Clasificación en las listas | Clasificación en las listas | Clasificación en las listas | Clasificación en las listas | Clasificación en las listas | Clasificación en las listas | Clasificación en las listas | Certificaciones        |
| Título            | Detalles del álbum                                                                                             | UK                          | AUS                         | BEL (Fla)                   | IRL                         | NZ                          | ESP                         | ESC                         | Certificaciones        |
| ----------------- | --- | --------------------------- | --------------------------- | --------------------------- | --------------------------- | --------------------------- | --------------------------- | --------------------------- | ---------------------- |
| English Rain      | - Lanzamiento: 13 de mayo de 2013 - Discográfica: Parlophone Records - Formato: CD, LP, Descarga digital       | 2                           | 10                          | 55                          | 11                          | 39                          | 33                          | 2                           | - BPI: Oro - ARIA: Oro |
| Light Up the Dark | - Lanzamiento: 18 de septiembre de 2015 - Discográfica: Parlophone Records - Formato: CD, LP, Descarga digital | 14                          | 38                          | 166                         | 41                          | —                           | —                           | —                           |                        |

### Álbumes en vivo
| Título                                | Detalles del álbum                                                                         |
| ------------------------------------- | ------------------------------------------------------------------------------------------ |
| Gabrielle Aplin: iTunes Festival 2012 | - Lanzamiento: octubre de 2012 - Discográfica: Parlophone - Formato: Descarga digital      |
| Gabrielle Aplin: Live at Koko         | - Lanzamiento: 1 de mayo de 2013 - Discográfica: Parlophone - Formato: Descarga digital    |
| Gabrielle Aplin: iTunes Festival 2013 | - Lanzamiento: 9 de octubre de 2013 - Discográfica: Parlophone - Formato: Descarga digital |

### Sencillos
| Título                         | Año  | Clasificación en las listas | Clasificación en las listas | Clasificación en las listas | Clasificación en las listas | Clasificación en las listas | Clasificación en las listas | Certificaciones              | Álbum             |
| Título                         | Año  | UK                          | AUS                         | AUT                         | BEL (Fla)                   | IRL                         | ESC                         | Certificaciones              | Álbum             |
| ------------------------------ | ---- | --------------------------- | --------------------------- | --------------------------- | --------------------------- | --------------------------- | --------------------------- | ---------------------------- | ----------------- |
| "The Power of Love"            | 2012 | 1                           | 5                           | 75                          | 44                          | 20                          | 3                           | - BPI: Oro - ARIA: Platino   | English Rain      |
| "Please Don't Say You Love Me" | 2013 | 6                           | 3                           | —                           | 48                          | 27                          | 5                           | - BPI: Plata - ARIA: Platino | English Rain      |
| "Panic Cord"                   | 2013 | 19                          | —                           | —                           | 60                          | 77                          | 19                          |                              | English Rain      |
| "Home"                         | 2013 | 48                          | —                           | —                           | —                           | —                           | —                           |                              | English Rain      |
| "Salvation"                    | 2014 | 122                         | 60                          | —                           | —                           | —                           | —                           |                              | English Rain      |
| "Light Up the Dark"            | 2015 | —                           | —                           | —                           | —                           | —                           | —                           |                              | Light Up the Dark |
| "Sweet Nothing"                | 2015 | 195                         | —                           | —                           | —                           | —                           | —                           |                              | Light Up the Dark |